# Katatonia
Katatonia, także zespół katatoniczny (od gr. katá- w złożeniach oznaczające „w dół” lub stosowane jako wzmocnienie; tonikós „napięty”) – zespół psychopatologiczny, charakteryzujący się występowaniem zwiększonej lub zmniejszonej aktywności ruchowej, którym towarzyszy utrudnienie lub zniesienie kontaktu osoby z otoczeniem. Sam termin katatonia oznacza wzrost spoczynkowego napięcia mięśni, zanikający podczas wykonywania ruchów biernych lub czynnych. 
Choć historycznie katatonia była wiązana ze schizofrenią (schizofrenia katatoniczna, 30% przypadków), obecnie wiadomo, że objawy zespołu katatonicznego są niespecyficzne i mogą występować w wielu zaburzeniach psychicznych i stanach neurologicznych. Oprócz tego może pojawić się w przebiegu choroby afektywnej dwubiegunowej i depresji (łącznie 43% przypadków), zespołu stresu pourazowego, narkolepsji, w wyniku nadużywania bądź przedawkowania narkotyków, jako następstwo chorób i organicznych uszkodzeń mózgu, a także w licznych chorobach somatycznych (np. w hipowitaminozach, niewydolności wątroby).
Postaci katatoniczne schizofrenii występują rzadziej w krajach rozwiniętych.
Pojęcie katatonii wprowadził w 1874 roku Karl Ludwig Kahlbaum.

## Objawy
Katatonia może przebiegać ze stuporem (zahamowaniem ruchowym) bądź pobudzeniem ruchowym. Stupor katatoniczny charakteryzuje się znieruchomieniem, podczas którego pacjenci zastygają w niezwykłych pozach (giętkość woskowa), nie mówią (mutyzm) bądź wykonują wciąż ten sam ruch (stereotypia), odmawiają przyjmowania posiłków i płynów. Pobudzenie katatoniczne objawia się z kolei dziwaczną, pozbawioną celowości aktywnością i impulsywnością.

### Rozpoznanie
Według klasyfikacji DSM-5, rozpoznanie "Katatonia powiązana z innym zaburzeniem psychicznym" (kod 293.89 [F06.1]) może być postawione, jeśli w obrazie klinicznym dominują przynajmniej trzy z poniższych objawów:
- stupor (i.e., brak aktywności psychoruchowej; pacjent nie nawiązuje aktywnego kontaktu z otoczeniem)
- katalepsja (i.e., zesztywnienie mięśni powodujące znieruchomienie i bierne utrzymywanie w pozycji wbrew sile grawitacji)
- giętkość woskowa (i.e., pacjent pozwala przeprowadzającemu badanie zmienić jego pozę, w której zastyga)
- mutyzm (i.e., brak, lub ograniczona odpowiedź słowna [wykluczyć ten punkt, jeśli pacjent cierpi na afazję])
- negatywizm (i.e., pacjent nie reaguje ani na instrukcje, ani na bodźce, bądź wykonuje odwrotne działanie)
- posturyzm (i.e., spontaniczne i aktywne utrzymywanie dziwacznych, często niewygodnych pozycji ciała przeciw sile grawitacji)
- manieryzmy (i.e., wielokrotne powtarzanie dziwnych, pozornie celowych ruchów, ale wykonywanych w złych sytuacjach)
- stereotypie (i.e., patologicznie częste powtarzanie pozbawionych celu ruchów)
- agitacja (pobudzenie katatoniczne), niewywołana bodźcem zewnętrznym
- grymasy (i.e., robienie dziecięcych grymasów)
- echolalia (i.e., naśladowanie czyjejś mowy)
- echopraksja (i.e., powtarzanie czyichś ruchów)

## Leczenie
Początkowe leczenie skupia się na złagodzeniu objawów. Pierwszą linią leczenia są benzodiazepiny, często stosowane w wysokich dawkach. Podana domięśniowo próbna dawka lorazepamu często pozwala osiągnąć widoczną poprawę już w ciągu pół godziny od rozpoczęcia terapii. We Francji do postawienia diagnozy używa się zolpidemu, uzyskując pierwszą odpowiedź terapeutyczną w tym samym czasie. Celem definitywnego wyleczenia należy rozpocząć terapię choroby będącej przyczyną katatonii.
Terapia elektrowstrząsami jest efektywnym sposobem leczenia katatonii, jednakże wskazuje się na potrzebę przeprowadzenia wysokiej jakości badań z randomizowanych kontrolowanych badań klinicznych, celem oceny skuteczności, tolerancji i wskazań do tej terapii w katatonii.
Leki przeciwpsychotyczne muszą być podawane z dużą dozą ostrożności, ponieważ mogą pogorszyć katatonię, a nawet wywołać złośliwy zespół neuroleptyczny, niebezpieczne powikłanie, podobne w swoim przebiegu do katatonii i wymagające natychmiastowego odstawienia leków przeciwpsychotycznych.

## Klasyfikacja ICD10
| kod ICD10     | nazwa choroby                      |
| ------------- | ---------------------------------- |
| ICD-10: F06.1 | Organiczne zaburzenia katatoniczne |
| ICD-10: F20.2 | Schizofrenia katatoniczna          |

## Klasyfikacja DSM-IV
| kod DSM-IV | nazwa choroby                                              |
| ---------- | ---------------------------------------------------------- |
| 293.89     | Zaburzenie katatoniczne spowodowane ogólnym stanem zdrowia |
| 295.20     | Schizofrenia katatoniczna                                  |